# Just Dance (álbum)
Just Dance es el noveno álbum de estudio de la cantautora rumana Inna. Se encuentra dividido en dos partes, tituladas Just Dance #DQH1 y Just Dance #DQH2, estrenadas en formato digital y streaming a través de Global Records el 10 de febrero y el 14 de abril de 2023, respectivamente. Desde el punto de vista artístico, la crítica describió la primera parte del disco como de estilo dance pop, con influencias de breakbeat y UK garage. La grabación tomó lugar en una mansión donde la artista trabajó durante 14 días junto a los compositores y productores rumanos Sebastian Barac, Marcel Botezan, Alexandru Cotoi y Adelina Stîngă.
Para documentar el proceso, la artista publicó en YouTube la tercera temporada de su serie web Dance Queen's House, con la que también documentó el proceso del lanzamiento de sus anteriores trabajos discográficos, Heartbreaker (2020) y Champagne Problems (2022). Para una mayor promoción, la cantante realizó una celebración privada organizada por su discográfica donde interpretó las canciones del álbum.

## Antecedentes y creación
En 2022, Inna publicó su octavo álbum de estudio, Champagne Problems, dividido en dos partes Champagne Problems #DQH1 y Champagne Problems #DQH2 el 7 de enero y el 12 de marzo, respectivamente. La grabación tomó lugar en una mansión alquilada en Bucarest durante un lapso de 16 días desde el 6 hasta el 21 de diciembre de 2021, en el que la cantante documentó el proceso en su canal oficial en YouTube en la segunda temporada de su serie web, Dance Queen House. Trabajó ampliamente con los compositores y productores rumanos Moa Pettersson Hammar, Gustav Nyström, Minelli, Viky Red, Alexandru Turcu, Sebastian Barac, Marcel Botezan y Alexandru Cotoi.
A finales de 2022, Inna anunció la tercera temporada de la serie para documentar el proceso de Just Dance con un total de 8 episodios durante un lapso de 14 días desde el 2 hasta el 16 de diciembre de 2022, en el que la artista colaboró nuevamente con Barac, Botezan y Cotoi para la creación y por primera vez con la compositora Adelina Stîngă. Según los productores, se utilizó una nueva técnica de sonido para que el tempo «fuera más lento y luego ponerlo más rapido» lo que haría que la voz de la intérprete se escuche de manera diferente a sus anteriores trabajos discográficos.

## Lanzamiento y recepción
La primera parte del disco se estrenó en formato digital y streaming a través de Global Records el 10 de febrero de 2023. Previamente, la artista lanzó «Yummy», sencillo que no formó parte del proyecto y contó con una versión especial en colaboración con la rapera británica Stefflon Don y la cantante albanesa Dhurata Dora. Just Dance DQH1 ha sido descrito como estilo dance pop con elementos de breakbeat y UK garage Global Records publicó la segunda parte del álbum, Just Dance DQH2, en el mismo formato el 14 de abril de 2023. Para una mayor promoción, Inna interpretó las canciones del disco durante una celebración privada organizada por su discográfica que contó con la participación de sus productores musicales. Las pistas también contaron con unos videoclips especiales hechos por Andrei Via y Florin Burlacu.

## Lista de canciones
Adaptado de Tidal.

| Just Dance #DQH1      |                       |                                                                                           |                     |          |  |
| N.º                   | Título                | Escritor(es)                                                                              | Productor(es)       | Duración |  |
| 1.                    | «We Should Get Lost»  | Elena Alexandra Apostoleanu Sebastian Barac Marcel Botezan Alexandru Cotoi Adelina Stîngă | Barac Botezan Cotoi | 2:08     |  |
| 2.                    | «Nothing I Won't Do»  | Apostoleanu Barac Botezan Cotoi Stîngă                                                    | Barac Botezan Cotoi | 1:54     |  |
| 3.                    | «Something 'bout You» | Apostoleanu Barac Botezan Cotoi Stîngă                                                    | Barac Botezan Cotoi | 2:22     |  |
| 4.                    | «I'll Be There»       | Apostoleanu Barac Botezan Cotoi Stîngă                                                    | Barac Botezan Cotoi | 2:49     |  |
| 5.                    | «Just Dance»          | Apostoleanu Barac Botezan Cotoi Stîngă                                                    | Barac Botezan Cotoi | 2:54     |  |
| 6.                    | «Start a Fire»        | Apostoleanu Barac Botezan Cotoi Stîngă                                                    | Barac Botezan Cotoi | 3:04     |  |
| Duración total: 15:11 |                       |                                                                                           |                     |          |  |

| Just Dance #DQH2      |                     |                                        |                     |          |  |
| N.º                   | Título              | Escritor(es)                           | Productor(es)       | Duración |  |
| 1.                    | «Que Dolor»         | Apostoleanu Barac Botezan Cotoi Stîngă | Barac Botezan Cotoi | 2:25     |  |
| 2.                    | «Can't Give You Up» | Apostoleanu Barac Botezan Cotoi Stîngă | Barac Botezan Cotoi | 2:33     |  |
| 3.                    | «In My Mind»        | Apostoleanu Barac Botezan Cotoi Stîngă | Barac Botezan Cotoi | 2:27     |  |
| 4.                    | «Follow Me»         | Apostoleanu Barac Botezan Cotoi Stîngă | Barac Botezan Cotoi | 2:26     |  |
| 5.                    | «Queen of the Club» | Apostoleanu Barac Botezan Cotoi Stîngă | Barac Botezan Cotoi | 3:04     |  |
| Duración total: 12:55 |                     |                                        |                     |          |  |

## Historial de lanzamiento
| País  | Fecha                 | Formato(s)                 | Versión          | Discográfica | Ref.   |
| ----- | --------------------- | -------------------------- | ---------------- | ------------ | ------ |
| Mundo | 10 de febrero de 2022 | Descarga digital streaming | Just Dance #DQH1 | Global       | [ 10 ] |
| Mundo | 14 de abril de 2022   | Descarga digital streaming | Just Dance #DQH2 | Global       | [ 14 ] |